# Kaiser Marshall

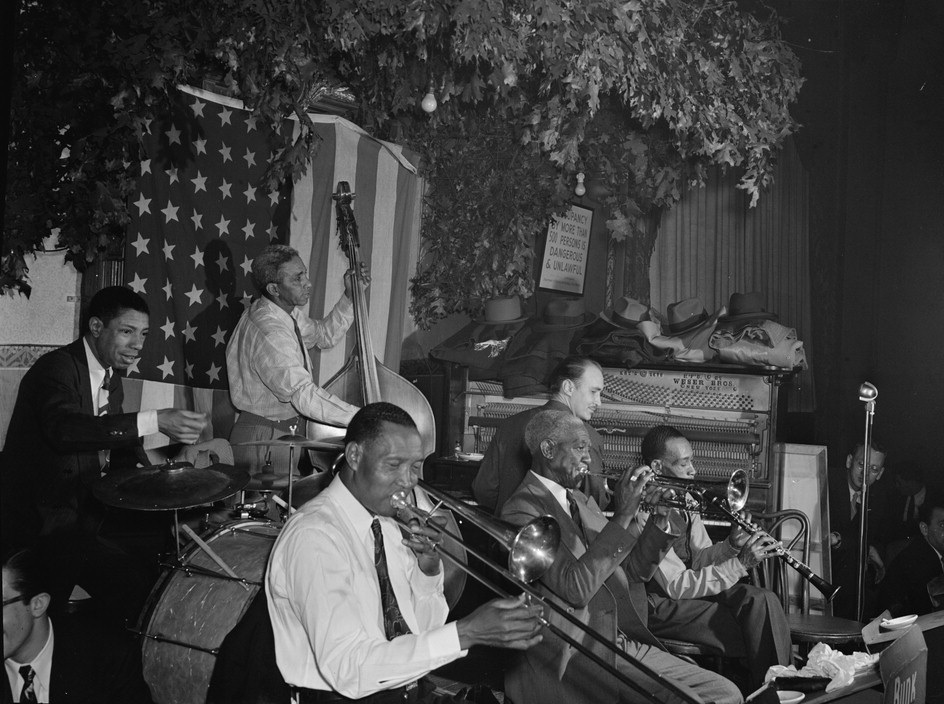
(Von links:) Kaiser Marshall (Schlagzeug), Alcide Pavageau (Bass), Jim Robinson (Posaune), Bunk Johnson (Trompete), Don Ewell (Piano) und George Lewis (Klarinette) im Stuyvesant Casino, New York, ca. Juni 1946.
Fotografie von William P. Gottlieb.

Joseph „Kaiser“ Marshall (* 11. Juni 1902 in Savannah, Georgia; † 2. Januar 1948 in New York City) war ein amerikanischer Jazz-Schlagzeuger.
In Boston, wo er aufgewachsen war, hatte Marshall seine ersten Auftritte, u. a. mit Jules Bledsoe und Charlie Dixon. In New York spielte er zunächst 1923 in der Band von Ralph „Shrimp“ Jones, bevor er in den Jahren von 1922 bis 1929 in Fletcher Hendersons Orchester seinen Ruf als führender Jazz-Schlagzeuger erwarb. 1929 spielte er bei McKinney’s Cotton Pickers.
Auch nach seinem Weggang von Henderson blieb Marshall als Drummer und Bandleader aktiv. Zu seinen Bands gehören u. a. die „Czars of Harmony“ und die „Kaiser & Reynolds’ Bostonians“. Er spielte in den Orchestern von Duke Ellington und Cab Calloway. Zu den Musikern, mit denen er arbeitete, zählen LeRoy Smith, Leon Englund, Bobby Martin (Europa Tour 1937), Edgar Hayes, Wild Bill Davison, Art Hodes, Bunk Johnson (1946), Sidney Bechet und Mezz Mezzrow.
Joseph „Kaiser“ Marshall starb 1948 an den Folgen einer Lebensmittelvergiftung.
Er war einer der ersten Jazz-Schlagzeuger, die Hi-Hats verwendeten.